# Montagnes valdôtaines
Montagnes valdôtaines es el título de una canción popular en idioma francés del Valle de Aosta. Se ha aprobado como el himno oficial de la región por el artículo ocho de la ley regional n°6 del 16 de marzo de 2006, según la letra de Flaminie Porté y la armonización de Teresio Colombotto.
La canción debe su popularidad, sobre todo, al hecho presentarse al programa radiofónico de información La voix de la vallée, transmitido por la RAI regional.

## Historia
El autor de la melodía es Alfred Roland, compositor, poeta y fundador del conservatorio de música de Bagnères-de-Bigorre, y el título original es La Tyrolienne des Pyrénées.
La adaptación del texto fue efectuado por la poetisa valdostana Flaminie Porté (1885–1914).

## Texto
(FR)
Montagnes valdôtaines

Vous êtes mes amours

Hameaux, clochers, fontaines

Vous me plairez toujours

Rien n'est si beau que ma patrie

Rien n'est si doux que mon amie

Ô montagnards (bis) !

Chantez en chœur (bis) !

De mon pays (bis)

la paix et le bonheur !

Halte là ! Halte là ! Halte là !

Les montagnards (bis)

Halte là ! Halte là ! Halte là 

Les montagnards sont là !

(ES)
Montañas valdostanas

Sois mis amores

Caseríos, campanarios, fontanas

Me gustáis siempre

Nada no es si bello que mi patria

Nada no es si dulce que mi amiga

¡O montañeses (bis)!

¡Cantad al coro (bis)!

De mi país (bis)

¡la paz y la felicidad!

¡Parada ahí! ¡Parada ahí! ¡Parada ahí!

Los montañeses (bis)

¡Parada ahí! ¡Parada ahí! ¡Parada ahí!

¡Los montañeses son ahí!

- Datos: Q3322366